# 阿布哈山奥玛
丹斯里阿布哈山奥玛（1940年9月15日—2018年9月8日）是马来西亚政治人物、巫统党员、前雪兰莪州务大臣。1984年起开始官拜多任内阁部长，包括社会福利部长、联邦直辖区部长、贸消部长以及外交部长。1997年出任雪兰莪州务大臣。2000年8月9日，他与首相马哈迪·莫哈末会面后递交辞呈，卸下州务大臣一职。
2018年9月8日，阿布哈山因心脏病在雪兰莪州莎阿南一所私人医院病逝，享年77岁。